# Tapinoma israele
Tapinoma israele es una especie de hormiga del género Tapinoma, subfamilia Dolichoderinae. Fue descrita científicamente por Forel en 1904.
Se distribuye por la región paleártica, en Israel y Argelia.

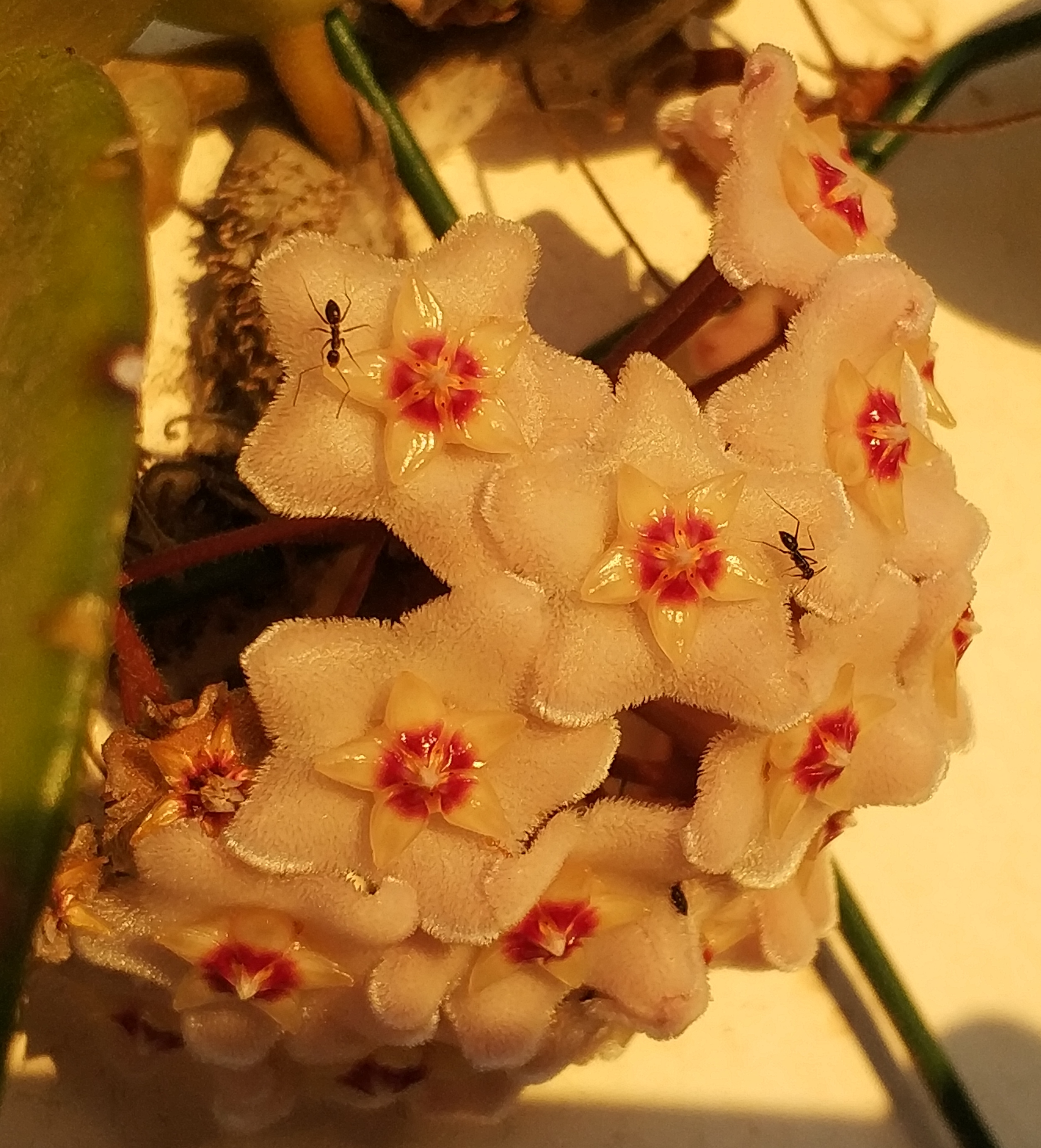
Tapinoma israele sobre Hoya carnosa
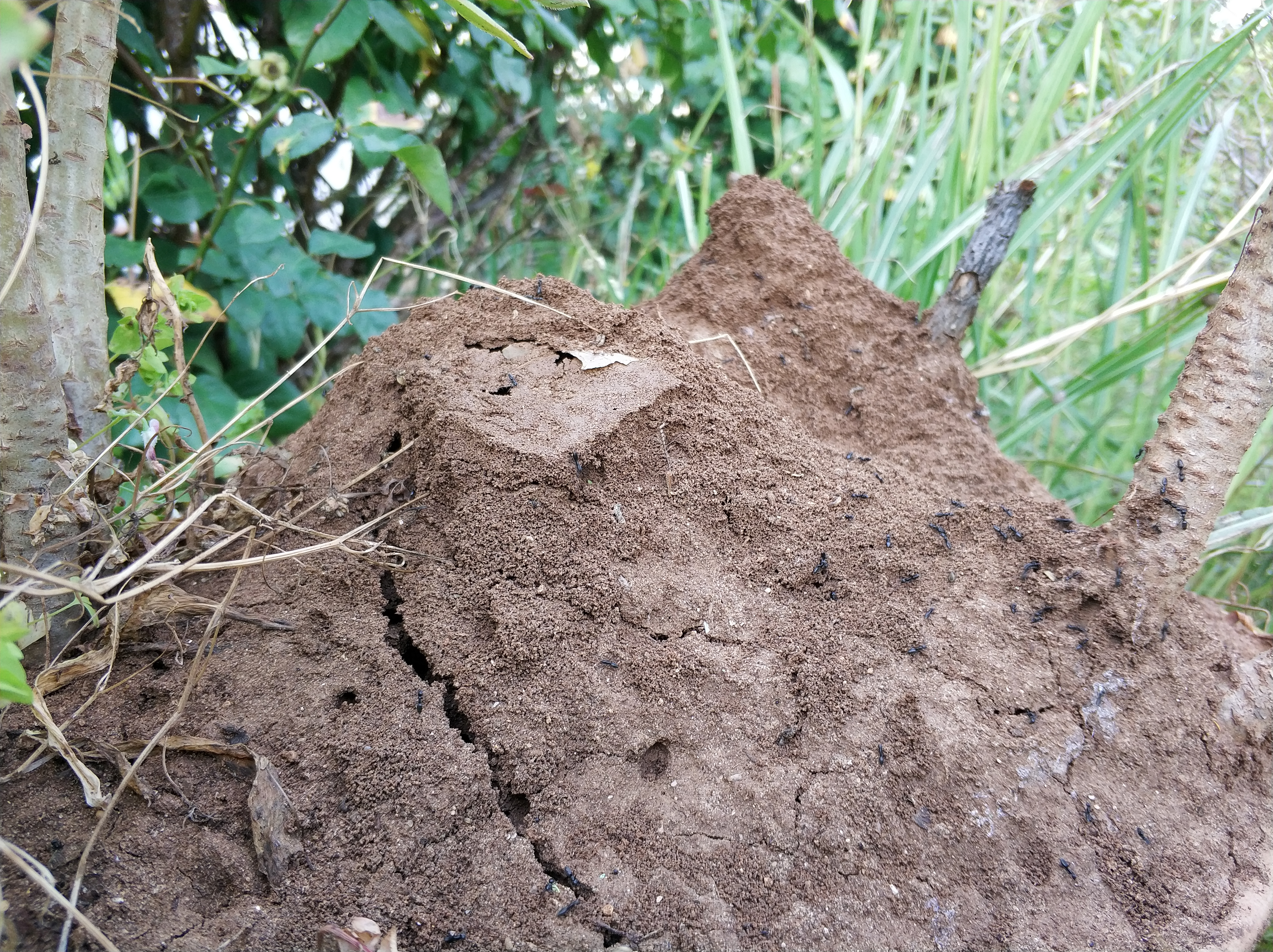
Montículo de tierra de Tapinoma israele